# 天鷹丸 (3代)
天鷹丸（てんようまる）は、水産大学校が保有する練習船、海洋調査船。本項目では、1985年に竣工した3代目を取り扱う。

## 概要
天鷹丸 (3代)の代船として三菱重工業下関造船所で建造され、1985年5月29日に竣工した。多数の水産系海技士の養成に貢献した。老朽化が著しいため、代船となる4代目が2017年3月3日に進水した。

## 設計

### 搭載機器
- トロール設備[2]
- 観測用ウインチ[2]
- ラインホーラー[2]
- CTD水温塩分計[2]
- 超音波式多層流速計（ADCP）[2]
- 潮流計[2]
- 波高計[2]
- 小型水深水温計[2]
- 部屋割りは、8人部屋x4、4人部屋x4、2人部屋x7、1人部屋x21[8]

## エピソード
- 1993年に北方領土墓参航海に協力した[9]。
- 2012年1月に東日本大震災に対応した海洋調査を実施した[10]。
- 2019年にウナギの天然の卵を北西太平洋で調査した[11]。

## 画像

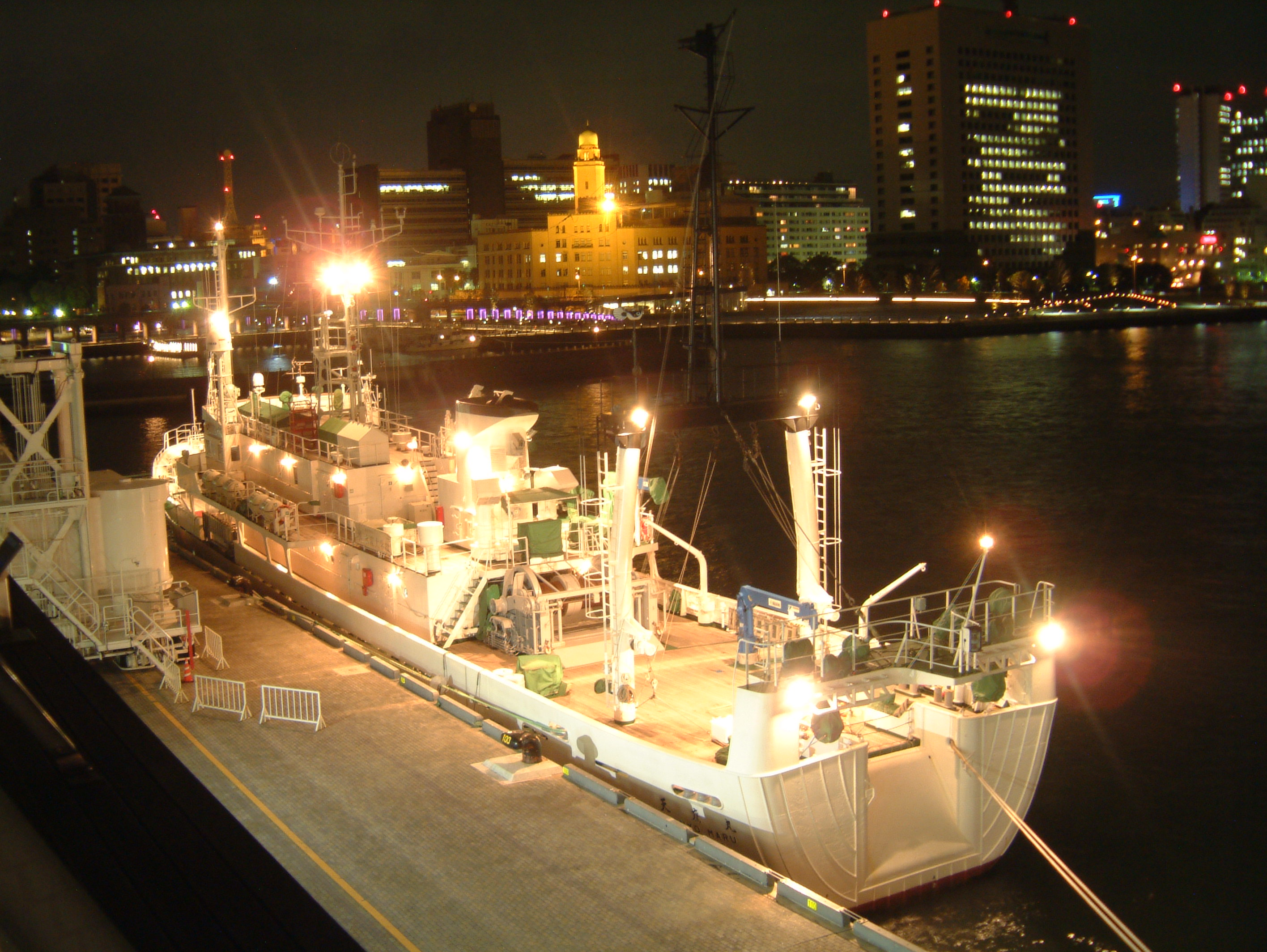
水産大学校の練習船兼海洋調査船天鷹丸(3代目） 後方から
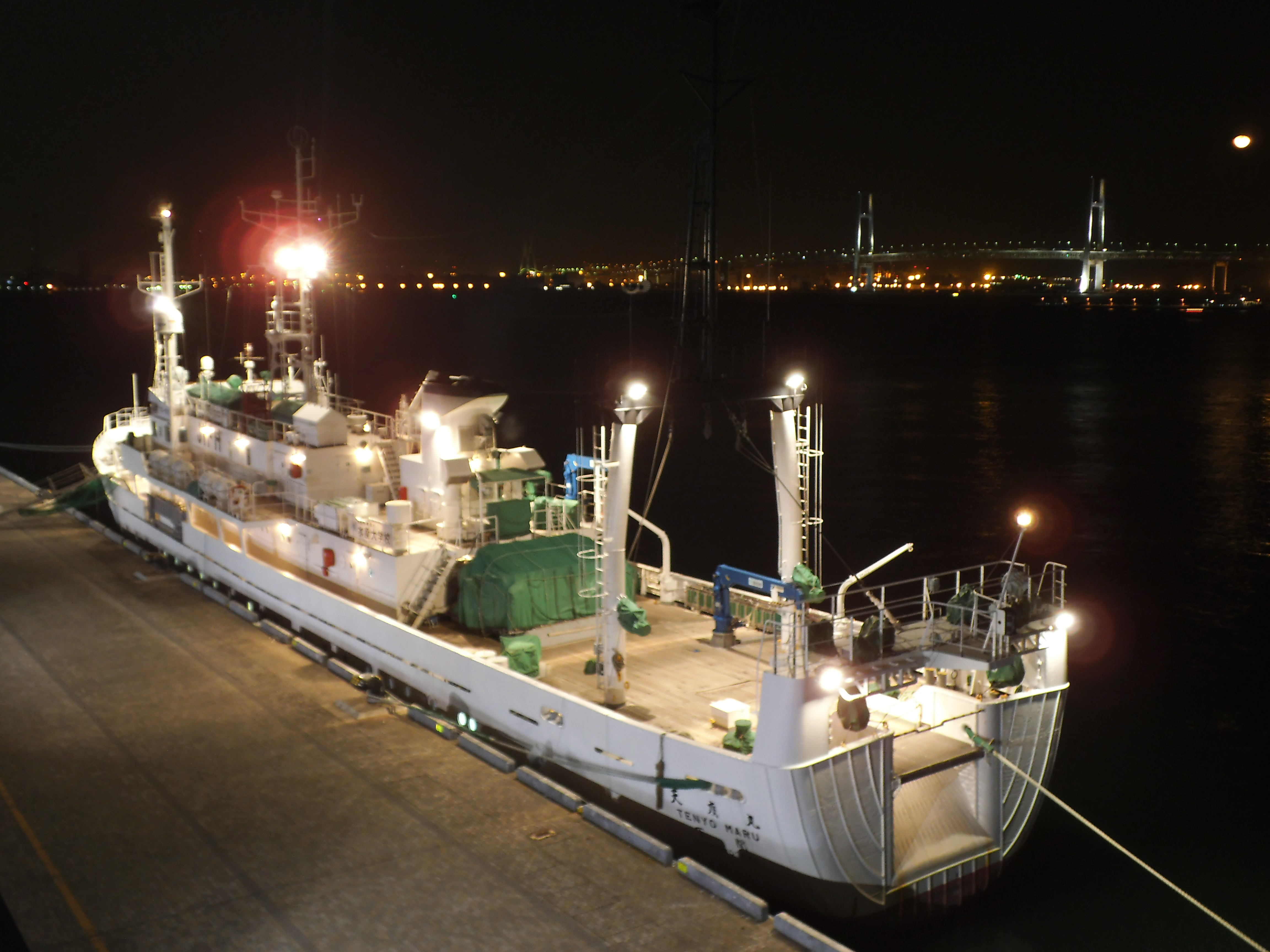
水産大学校の練習船兼海洋調査船天鷹丸(3代目） 大さん橋で後方から
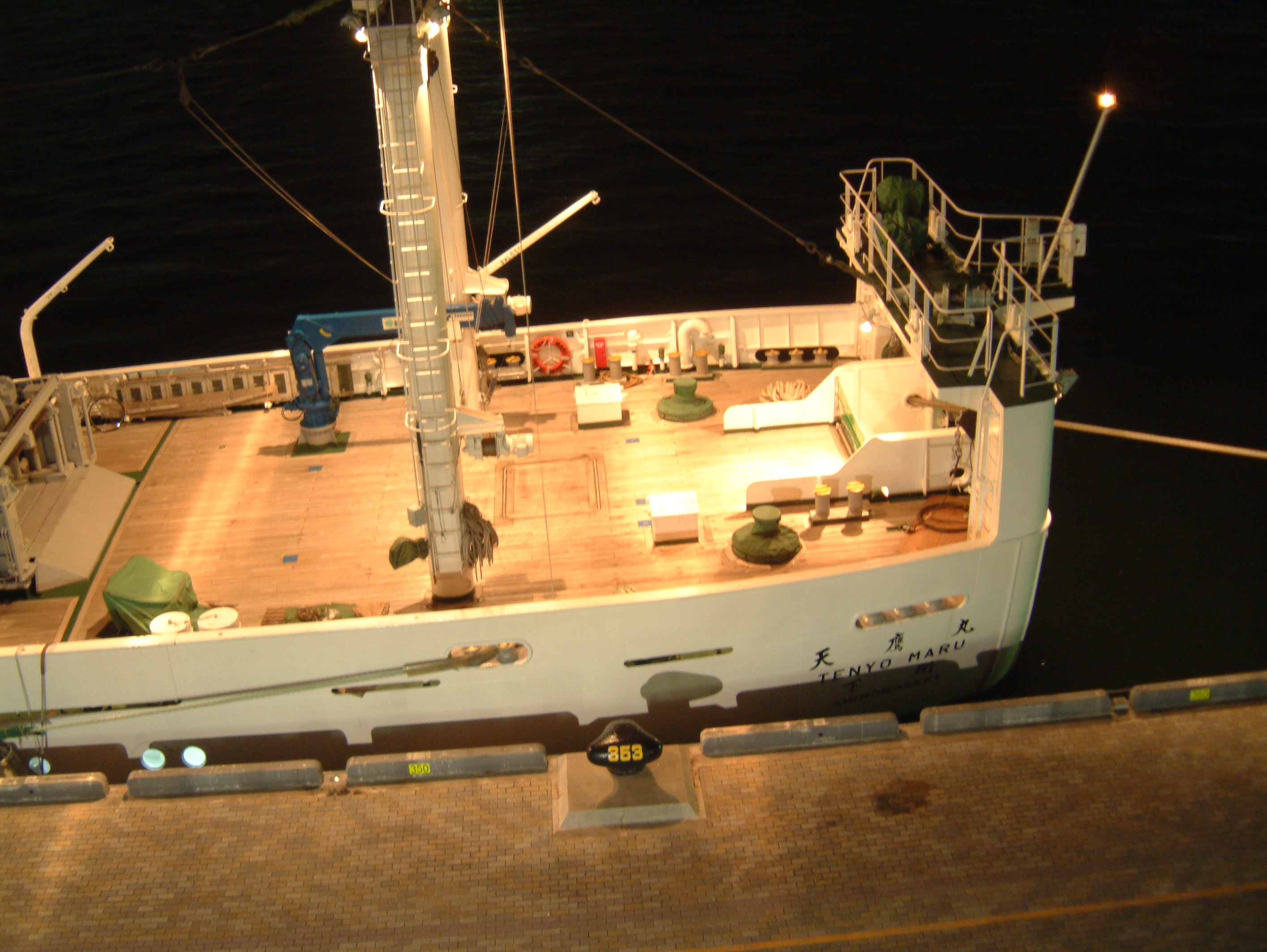
水産大学校の練習船兼海洋調査船天鷹丸(3代目） 後方の作業エリア
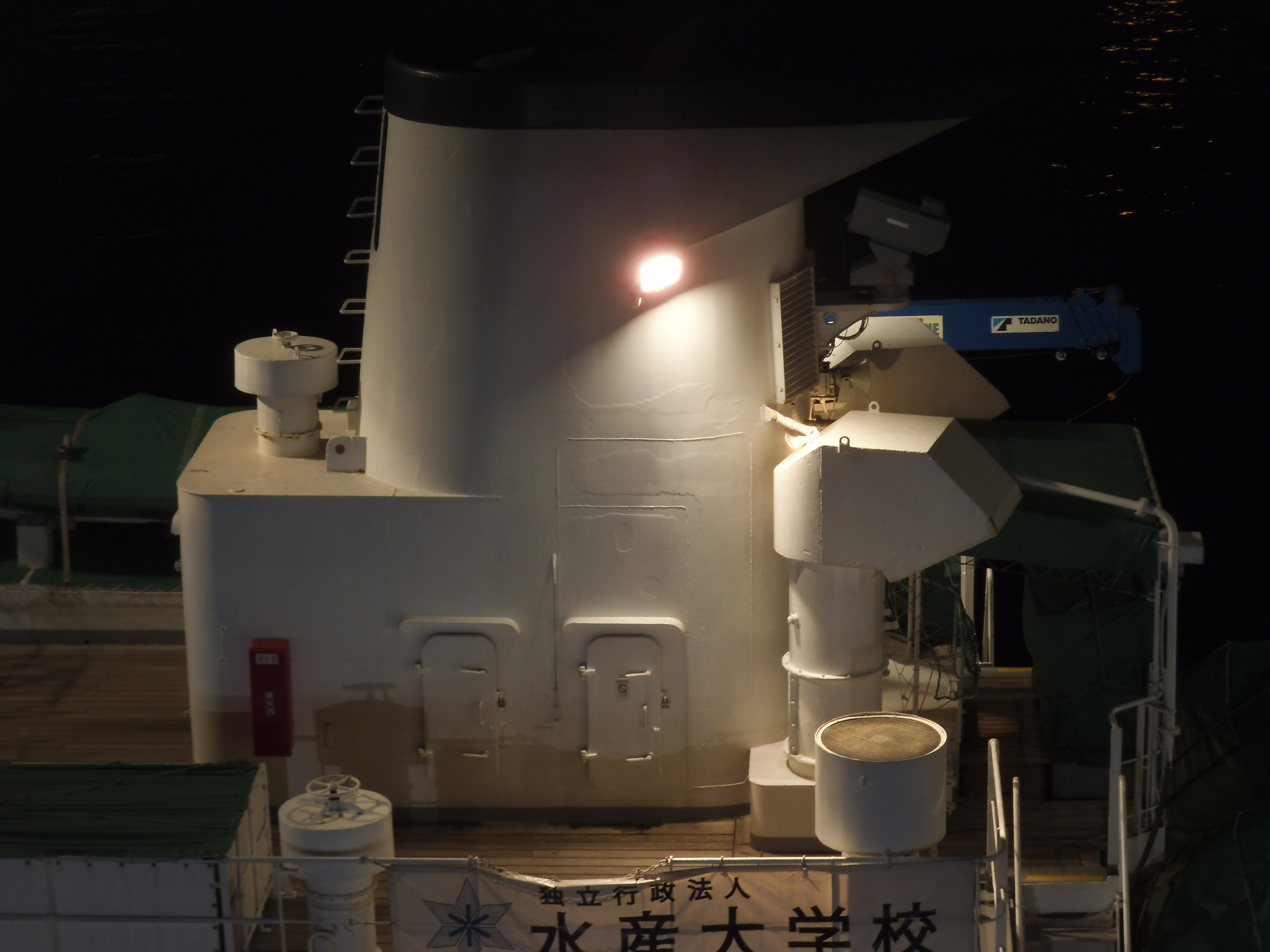
水産大学校の練習船兼海洋調査船天鷹丸(3代目）煙突
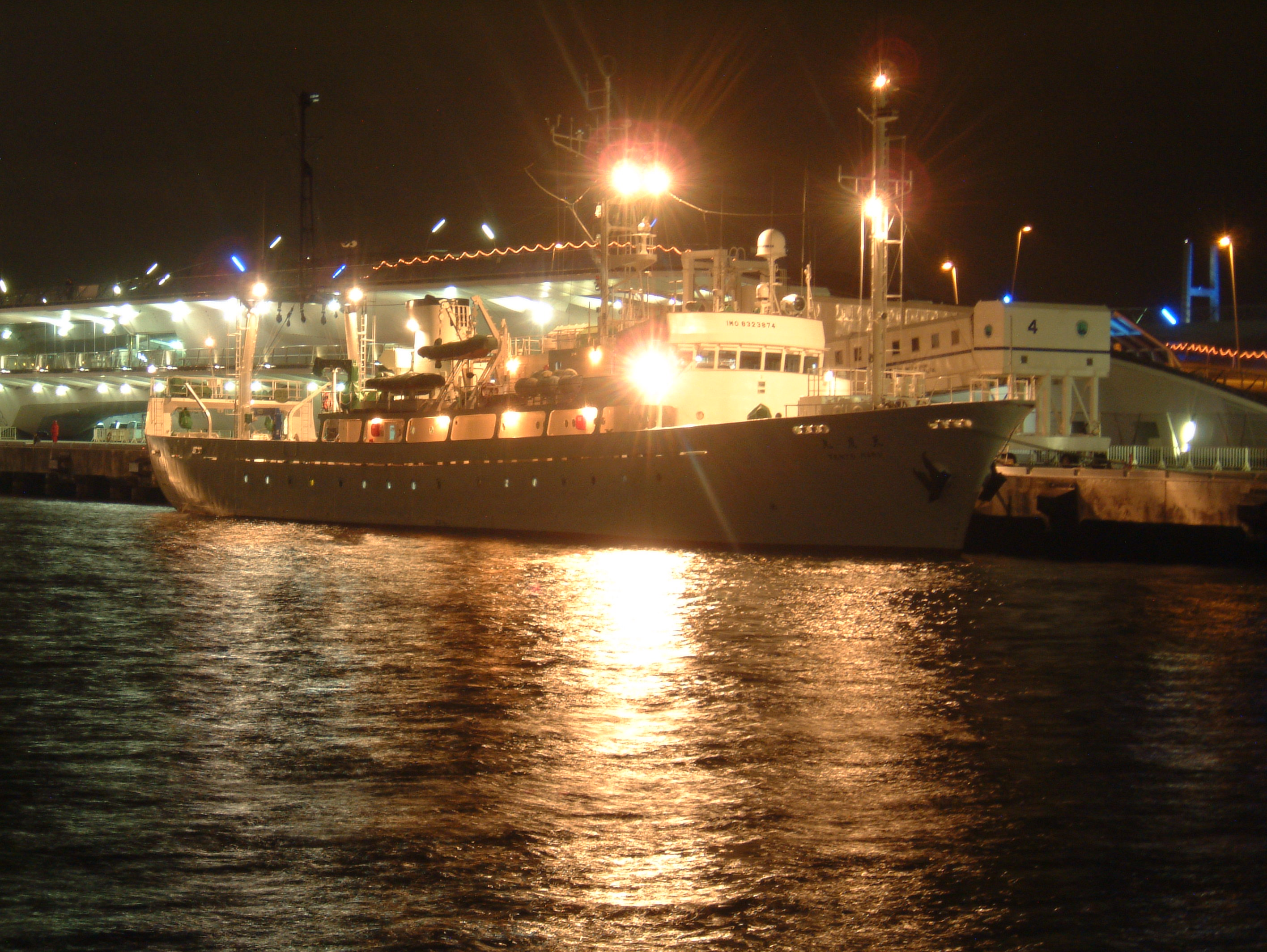
水産大学校の練習船兼海洋調査船天鷹丸(3代目）前方から、夜